# 대한민국 형사소송법 제293조
대한민국 형사소송법 제293조는 증거조사 결과와 피고인의 의견에 대한 형사소송법의 조문이다.

## 조문
제293조(증거조사 결과와 피고인의 의견)재판장은 피고인에게 각 증거조사의결과에 대한 의견을 묻고 권리를 보호함에 필요한 증거조사를 신청할 수 있음을 고지하여야 한다.

第293條(證據調査 結果와 被告人의 意見)裁判長은 被告人에게 各 證據調査의結果에 對한 意見을 묻고 權利를 保護함에 必要한 證據調査를 申請할 수 있음을 告知하여야 한다.

## 참고 문헌
- 손동권 신이철, 새로운 형사소송법(초판, 2013), 세창, 2013. ISBN 9788984114081